# Aga (Niigata)
Aga (阿賀町?) è una cittadina giapponese della prefettura di Niigata.